# 任曙林
任曙林（1954年7月15日—）是一位中国攝影師。

## 生平
1954年出生於北京。“四月影會”——七十年代中國當代攝影開始的標誌的重要成員。畢業於北京廣播學院攝影系。1976年開始攝影，師從狄源滄先生。

## 主要作品
- 七十年代：《先進生產者》；
- 八十年代：《1980年的北京高考》、《八十年代中學生》；
- 九十年代：《礦區勞動者》、《山區女孩二十年》；
- 2000年以後：《氣息》、《兩個女人》、《雲南風景》、《42'》等。

## 獎項
2009年、2010年連續兩年獲得中國《像素》雜誌「年度攝影家」稱號。 2010年獲得「平遙國際攝影節」(China Pingyao International Photography Festival)優秀攝影師獎。

## 關於《八十年代中學生》

### 《八十年代中學生》展覽
2011年4月30日至6月1日，在北京798藝術區映藝術中心展出了《八十年代中學生》系列攝影作品。作品拍攝於1979年至1989年十年間，以北京地區中學生為主要拍攝對象，展現了八十年代學生、校園以及背後的歡聲笑語。任曙林深入校園，以“不打擾”的方式進入場景，如入無人之境，創作出了真實而獨到的寶貴影像。

### 《八十年代中學生》圖文書
陳丹青：「然而這不是校園攝影，而是一部關於青春密碼的視覺文本，其中最為動人的凝視，指向孩子們在課餘閒暇中的踟躕無聊，發呆而出神的一刻，無可言說，然而歷歷可親──在我們的就學時期，誰沒有這一刻的惚恍記憶？」

## 外部連結
- 任曙林:用拍照感受一个女 （页面存档备份，存于）
- 網站 任曙林的新浪微博 （页面存档备份，存于）